# 아구아다 스타디움
아구아다 스타디움(영어 : guada Stadium, 에스파냐어 : Estadio de Aguada)은 푸에르토리코의 다목적 경기장이다. 푸에르토리코 아구아다에 위치하고 있으며 과거 USL 푸에르토리코 유나이티드의 홈 경기장으로 사용했다.